# Eren Güngör
Eren Güngör (* 2. April 1988 in Bergama, Türkei) ist ein türkischer Fußballspieler.

## Karriere

### Verein
Güngör begann seine Karriere bei Çamdibigüçu. 2003 wechselte er in die Jugendmannschaft von Altay Izmir. Dort blieb er drei Jahre und wurde dann in die erste Mannschaft berufen. Nachdem sein Vertrag am Ende der Saison 2007/08 ausgelaufen war, unterzeichnete Güngör einen Vertrag beim Erstligisten Kayserispor.
Hier wurde er auf Anhieb in der Innenverteidigung Stammspieler. Er erbrachte hier konstante Leistungen und spielte bei den Freundschaftsspielen gegen Österreich, Aserbaidschan und Frankreich für die türkische Nationalmannschaft. Er verletzte sich bei einem Vorbereitungsspiel seines Vereins Kayserispor und fiel für mehr als ein Jahr aus.
Eren Güngör begann vor der Saison 2010/11 unter dem neuen Trainer Schota Arweladse wieder mit dem Konditions- und Krafttraining, fiel aber dennoch nahezu die gesamte Saison aus. Lediglich bei einer einzigen Ligabegegnung kam er zu einem Spieleinsatz. Zur Saison 2011/12 meldete er sich aber wieder zurück und eroberte sich sofort einen Stammplatz. Er absolvierte 31 von 34 Ligabegegnungen und zählte damit zu den Spielern seines Teams die die meisten Einsätze hatten.
Nach gegenseitigem Einvernehmen mit der Vereinsführung löste er im Sommer 2013 seinen Vertrag auf und verließ Kayserispor. Wenige Tage nach seinem Abschied wurde sein Wechsel zum Ligakonkurrenten Kardemir Karabükspor bekanntgegeben. Ausschlaggebend für diesen Wechsel war die Tatsache, dass Tolunay Kafkas, sein Trainer aus seiner Zeit bei Kayserispor, nun Karabükspor trainierte. Ohne einen Einsatz für diesen Verein absolviert zu haben, verließ er diesen zum Sommer 2015 wieder.

## Nationalmannschaft
Güngör machte sein erstes Spiel und Tor für die Türkei U21 am 21. November 2007 gegen Schweden. Ein Jahr darauf, am 19. November 2008 gegen Österreich, hatte er sein Debüt für die Türkei. Eren Güngör wurde für das WM-Qualifikationsspiel gegen Spanien am 28. März 2009 in die türkische Nationalmannschaft berufen.
Aufgrund konstant guter Leistungen für Kayserispor wurde er nach dreijähriger Abstinenz für die WM2014-Qualifikationsspiele gegen die Niederländische und die Estnische Nationalmannschaft in den Nationalmannschaftskader nachnominiert. Er wurde 2012 für eine Freundschaftsbegegnungen schon mal nominiert, blieb aber ohne Einsatz.